# Purvis Young
Purvis Young (Miami, 4 de febrero de 1943–Ídem, 20 de abril de 2010) fue un artista afroamericano, uno de los más celebrados en el sur de la Florida. Artista folklórico y "outsider" (artista de la calle) de gran influencia en la comunidad afroamericana y posteriormente en las artes de Miami, su vida fue contada en el documental Purvis of Overtown.

## Biografía
Nació en el barrio de Liberty City en Miami y vivió en la zona de Overtown, Miami. Comenzó a pintar después de cumplir una sentencia de dos años en prisión por hurto en 1965. Autodidacta, su obra pictórica e instalaciones describieron la pobreza, el crimen y los problemas sociales de los barrios negros de Miami. Pintaba sobre cartones, puertas, maderas, objetos de desecho, muros definiéndose como artista de la calle.
En 1970 pintó un mural en un callejón abandonado de Overtown que llamó la atención de críticos y coleccionistas, el excéntrico millonario Bernard Davis que brevemente se convirtió en su mecenas.
Murió en el Jackson Memorial Hospital de Miami debido a complicaciones por diabetes después de residir años en un asilo para ancianos.

## Obra
Su obra se halla en colecciones como la Galería Corcoran de Washington D. C., el Museo de Arte de Filadelfia, el Museo de Virginia, el American Folk Art Museum de Manhattan, Museo Bass, High Museum en Atlanta, Smithsonian American Art Museum y el Museo de Boca Ratón Además participó en varias muestras individuales y colectivas en el sur de la Florida y en el Museo de Arte de Miami (MAM), como así también en los museos de Springfield (Ohio), Memphis (2004) y galerías de Nueva York y Colonia.